# Invisible Boys (televisieserie)
Invisible Boys is een Australische dramaserie uit 2025 ontwikkeld door Nicholas Verso. De serie is gebaseerd op het gelijknamige boek uit 2019 van schrijfster Holden Sheppard en ging op 13 februari 2025 in première op streamingdienst Stan.

## Verhaal
De serie volgt een groep tieners die tijdens het referendum over het homohuwelijk in Australië in 2017, de uitdagingen van sociale media verkennen nadat een van hen online uit de kast is gekomen. De groep werkt samen om troost te vinden en hun vriendschappen te versterken.

## Rolverdeling
- Joseph Zada als Charlie Poth
- Joe Klocek als Matt Jones
- Aydan Calafiore als Zeke Calogero
- Zach Blampied als Kade 'Hammer' Hammersmith
- Pia Miranda als Anna Calogero
- David Lyons als vader Mulroney
- Myles Pollard als Jack Hammersmith
- Shareena Clanton als Karla Hammersmith
- Elaine Crombie als Aunty Doris
- Mercy Cornwall als Rochelle Griffin
- Khan Chittenden als Cal Roth
- Hayley McElhinney als Nadine Roth
- Jamie Ward als Lorenzo Calogero
- Catherine Moore als Miss Collard
- Jade Baynes als Bec
- Isaac Davies als Ian Orcher

## Achtergrond
In augustus 2020 werd bekend dat de rechten van het gelijknamige boek uit 2019 van schrijver Holden Sheppard in handen was gekomen van regisseur Nicholas Verso. Drie jaar later, in augustus 2023, werd de serie pas officieel aangekondigd door Australische streamingdienst Stan. In maart 2024 werd bekend dat Joseph Zada, Joe Klocek, Aydan Calafiore, Zach Blampied en David Lyons waren aangenomen in belangrijke rollen.
De opnames van de serie gingen in het voorjaar van 2024 van start in West-Australië, er werd onder meer gefilmd in Geraldton.

## Release
Op 22 januari 2025 werd de eerste trailer van de serie uitgebracht. Invisible Boys ging vervolgens op 13 februari 2025 met zijn volledige tien afleveringen in première op streamingdienst Stan.